# Улица Алдару
Улица А́лдару (латыш. Aldaru iela, дословно — улица Пивоваров) — улица в Риге, в историческом районе Старый город. Ведёт от улицы Смилшу до улицы Торня. Длина улицы — 113 метров.

## История
Образовалась в XIII веке, называлась Русской из-за близости русского купеческого подворья, от которого ныне сохранилось построенное в XV веке здание (д. 11). До XVII века доходила до улицы Трокшню, но после сооружения Шведских ворот, была соединена с улицей Торня. В XIX веке именовалась Пивоварной, современное название получила в 1920-е годы.
При содействии крупнейшей в Латвии пивоваренной компании Aldaris на улице Алдару в августе 2011 года воссоздана атмосфера рижской улицы 1930-х годов.

## Достопримечательности
- д. 5 — амбар (XVII—XVIII века)

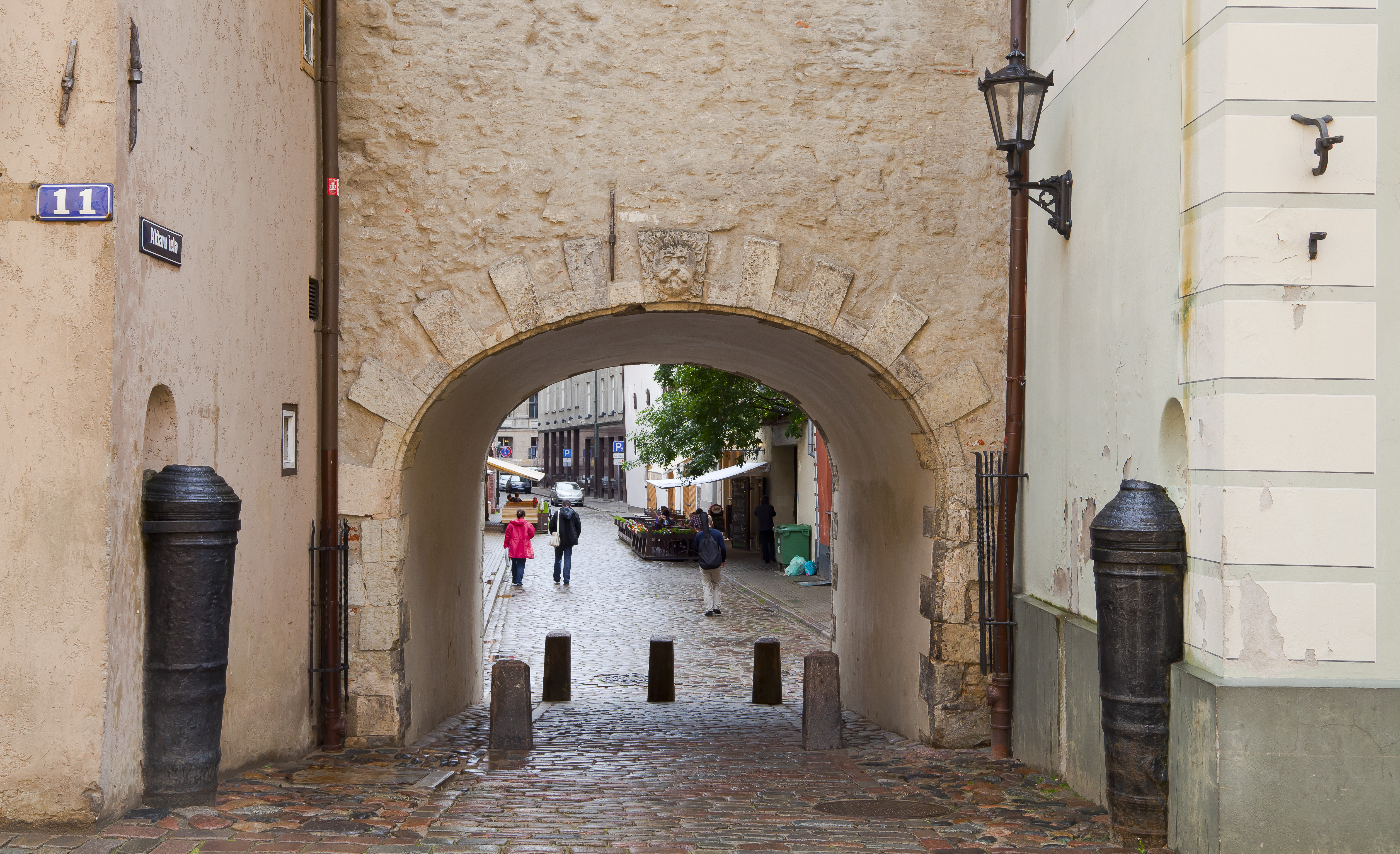
Шведские ворота и улица Алдару. Вид с улицы Торня

- д. 6 — жилой дом (1896, архитектор К. Фельско)
- д. 7 — здание корпорации «Concordia Rigensis» — ассоциации немецкоговорящих выпускников и студентов рижского Политехнического института (1911, проект архитекторов Альфреда Ашенкампфа, Отто Хакеля и Пауля Рибензама), ныне — ассоциация «Fraternitas Lataviensis»
- д. 8 — офисное здание (1894, архитектор Герман Отто Хилбиг)
- д. 9 — жилой дом (1754, перестроен в 1881 году Готфридом Кронсом)
- д. 11 — жилой дом и хозяйственные постройки XV—XIX веков, бывшее «Русское подворье»
- д. 10, 12, 14 — комплекс домов XVII—XIX веков
- Шведские ворота

## Улица в кинематографе
Дом 2/4 на улице Алдару (он же — улица Смилшу, 8) в фильме «XX век начинается» «сыграл» роль дома, где под ковром было обнаружено большое пятно крови.